# Campeonato de Fútbol de Costa Rica 1928
La temporada 1928 de la Liga Nacional fue la 8.ª edición de la máxima categoría del sistema de Ligas costarricenses de fútbol. Se disputó entre mayo y septiembre de 1928.
Dentro de lo que se había destacado previamente, los equipos que acaparaban hasta ese momento los títulos del balompié costarricense eran el Herediano con cuatro campeonatos, seguido por La Libertad con dos y el Cartaginés con solamente uno. Para esta temporada, Alajuelense sorprendió al ganar el primer título de su historia de la mano de jugadores como Alejandro Morera Soto y Salvador Indio Buroy. Los rojinegros también se proclamaron dueños indiscutibles al conquistar la Copa Argentor disputada a finales de ese año.

## Sistema de competición
La competición constó de un grupo único integrado por cuatro clubes. Siguiendo un sistema de liga, los cuatro clubes se enfrentaron todos contra todos en dos ocasiones sumando un total de 6 jornadas. La clasificación final se estableció con arreglo a los puntos obtenidos por los equipos en cada enfrentamiento, a razón de dos por partido ganado, uno por empatado y ninguno en caso de derrota.

## Clubes participantes
Cuatro equipos tomaron parte de la temporada de la Liga Nacional de Fútbol. El club La Libertad decidió retirarse de la competencia ante una decisión arbitral que les generó controversia en el primer partido que disputó.
| Equipo              | Ciudad   | Estadio  |
| ------------------- | -------- | -------- |
| Alajuelense         | Alajuela | Nacional |
| Gimnástica Española | San José | Nacional |
| Herediano           | Heredia  | Nacional |
| Juventud            | San José | Nacional |

## Desarrollo
Al inicio del torneo de 1928 que dio inicio en el mes de mayo se inscribieron cinco clubes: Alajuelense, Gimnástica Española, Herediano, Juventud y La Libertad y precisamente entre los decanos y los manudos surgió la polémica del torneo, cuando apenas en el primer partido del certamen que enfrentaba a ambos equipos una decisión arbitral generó tal escándalo que los libertos decidieron retirarse de la competencia.
Todo sucedió cuando el juego se encontraba empatado a uno por bando, un gol alajuelense que aparentemente debía ser invalidado por una supuesta posición antirreglamentaria y al cual el réferi le dio el aval generó la ira y molestia de los jugadores josefinos que se retiraron del campo y jamás volvieron a ingresar; luego de muchas discusiones al respecto, los dirigentes decanos no aceptaron que el juego terminara con números favorables para los erizos y decidieron abandonar el certamen después de haber efectuado solo un partido.
La ruptura de los libertos con la Federación hacía pensar que el campeón vigente, Herediano, no tendría mayores problemas para hacerse de otro trofeo para exhibir en sus vitrinas, sin embargo apareció el Alajuelense y con ello inició una etapa de obtención de títulos y engrandecimiento; en aquella competición los jugadores de la ciudad de los mangos solo perdieron un partido y ganaron los restantes cinco para adjudicarse el campeonato en forma más que merecida.
Para los alajuelenses esta temporada fue redonda porque además de ganar su primera liga nacional en la cual consiguieron otra de las grandes goleadas de los campeonatos nacionales (8-0 a Juventud), se adjudicaron la Copa Argentor, torneo que se jugó entre diciembre de 1928 y enero de 1929.

### Clasificación
| Pos. | Equipo                         | Pts. | PJ | G | E | P | GF | GC | Dif. | Notas         |
| ---- | ------------------------------ | ---- | -- | - | - | - | -- | -- | ---- | ------------- |
| 1    | L. D. Alajuelense              | 10   | 6  | 5 | 0 | 1 | 17 | 9  | +8   | Primer título |
| 2    | Gimnástica Española            | 8    | 6  | 4 | 0 | 2 | 9  | 13 | −4   |               |
| 3    | C. S. Herediano                | 6    | 6  | 3 | 0 | 3 | 23 | 9  | +14  |               |
| 4    | C. S. Juventud de Mata Redonda | 0    | 6  | 0 | 0 | 6 | 5  | 23 | −18  |               |

 Fuente: RSSSF
Criterios de clasificación: Puntos · Diferencia de goles · Goles a favor
|                                       |
|                                       |
| Campeón L. D. Alajuelense 1.er título |

## Estadísticas

### Plantilla del campeón
La nómina completa de la temporada 1928 de Alajuelense que se proclamó campeón por primera vez, en una temporada que también ganó la copa.
1. Alberto Porras
2. Alejandro Morera
3. Aristides Fernández
4. Arturo Alfaro
5. Carlos Bolaños
6. Carlos Torres
7. Enrique Solera
8. Fernando Rodríguez
9. Francisco Solé
10. Franklin Mórux
11. Jorge Padilla
12. Jorge Solera
13. Leonel Ocampo
14. Luis Molinari
15. Néstor López
16. Reinaldo Ulloa
17. Salvador Rímola
18. Salvador Soto

### Otros datos
- Máximo goleador: Alejandro Morera con 7 goles (L. D. Alajuelense)[5]
- Total de goles marcados: 54
- Este fue el último campeonato de liga que participó Juventud de Mata Redonda el cual le dejó la experiencia de no haber conquistado punto alguno en la cancha. Las dos victorias que tuvo en la historia las consiguió mediante la no presentación de Gimnástica en la temporada anterior.